# 董一薰
董一薰（？—？），字薰文，直隸保定府高陽縣人，清朝政治人物。

## 生平
康熙二十年（1681年）辛酉科順天鄉試舉人，二十四年（1685年）乙丑科三甲第一百二十一名進士。授陝西安定縣知縣。